# Centro de Lanzamiento de Satélites de Taiyuan
El Centro de Lanzamiento de Satélites de Taiyuan (TSLC) también conocido como Base 25 (en chino: 二十五基地), es una instalación de lanzamiento de vehículos espaciales y de defensa de la República Popular de China. Está situado en el Condado de Kelan, Xinzhou, Provincia de Shanxi, y es el segundo de los tres sitios de lanzamiento que fueron fundados en marzo de 1966 y entró en pleno funcionamiento en 1968. Taiyuan se encuentra a una altitud de 1.500 metros y su clima seco hace que sea un sitio ideal lanzamiento. Equivocadamente, la Inteligencia de EE. UU. lo designa TSLC  el "Wuzhai Missile and Space Test Centre", a pesar del hecho de que la ciudad de Wuzhai se encuentra a una distancia considerable del Centro de Lanzamiento de Satélites de Taiyuan.
El sitio se utiliza principalmente para lanzar satélites meteorológicos, satélites de recursos terrestres y satélites científicos en vehículos de lanzamiento Larga Marcha en órbitas heliosincrónicas. El TSLC también un sitio importante para el lanzamiento de misiles balísticos intercontinentales (ICBM) y para pruebas de misiles balísticos lanzados desde submarinos (SLBM).
El sitio cuenta con un Centro Técnico sofisticado, Control de la Misión y Centro de Control. Está comunicada por dos ferrocarriles de alimentación que se conectan con el Ferrocarril Ningwu-Kelan.

## Plataformas de lanzamiento
- Complejo de lanzamiento 1: Vehículos CZ-1D, CZ-2C/SD, CZ-4A, CZ-4B y CZ-4C.[1]

- Complejo de lanzamiento 2: Vehículos CZ-2C, CZ-4B y CZ-4C. Primer uso el 25 de octubre de 2008.[2]